# Malamatidia thorelli
Malamatidia thorelli es una especie de arañas araneomorfas de la familia Clubionidae.

## Distribución geográfica
Es endémica del sudeste de Célebes (Indonesia).